# アルドース
アルドース（英: aldose）は糖質をその構造により分類する際に用いられる化学の用語で、鎖の末端にホルミル基を1つ持ち、CnH2nOn (n ≥ 3) の化学式を持つ単糖類を指す。炭素原子が3つのグリセルアルデヒドが、最も単純な骨格を持つアルドースである。
アルドースはロブリー・ドブリュイン-ファン エッケンシュタイン転位によりケトースへ異性化する。

## D-アルドースの立体配置
| D-グリセルアルデヒド |                |                |                |              |              |                |              |
| D-エリトロース       | D-エリトロース | D-エリトロース | D-エリトロース | D-トレオース | D-トレオース | D-トレオース   | D-トレオース |
| D-リボース           | D-リボース     | D-アラビノース | D-アラビノース | D-キシロース | D-キシロース | D-リキソース   | D-リキソース |
| D-アロース           | D-アルトロース | D-グルコース   | D-マンノース   | D-グロース   | D-イドース   | D-ガラクトース | D-タロース   |

## アルドースの誘導体
| アルドース   | アルドン酸   | ウロン酸       | アルダル酸   | アルジトール                 |
| ------------ | ------------ | -------------- | ------------ | ---------------------------- |
| エリトロース | エリトロン酸 | エリトルロン酸 | エリトラル酸 | エリトリトール               |
| トレオース   | トレオン酸   | トレウロン酸   | トレアル酸   | トレイトール                 |
| リボース     | リボン酸     | リブロン酸     | リバル酸     | リビトール                   |
| アラビノース | アラビノン酸 | アラビヌロン酸 | アラビナル酸 | アラビニトール               |
| キシロース   | キシロン酸   | キシルロン酸   | キシラル酸   | キシリトール                 |
| リキソース   | リキソン酸   | リキスロン酸   | アラビナル酸 | アラビニトール               |
| アロース     | アロン酸     | アルロン酸     | アラル酸     | アリトール                   |
| アルトロース | アルトロン酸 | アルトルロン酸 | アルトラル酸 | アルトリトール               |
| グルコース   | グルコン酸   | グルクロン酸   | グルカル酸   | ソルビトール（グルシトール） |
| マンノース   | マンノン酸   | マンヌロン酸   | マンナル酸   | マンニトール                 |
| グロース     | グロン酸     | グルロン酸     | グルカル酸   | ソルビトール（グルシトール） |
| イドース     | イドン酸     | イズロン酸     | イダル酸     | イジトール                   |
| ガラクトース | ガラクトン酸 | ガラクツロン酸 | ガラクタル酸 | ガラクチトール               |
| タロース     | タロン酸     | タルロン酸     | アルトラル酸 | アルトリトール               |